# Ющенко Микола Романович
Ющенко Микола Романович — доктор технічних наук, професор, заслужений працівник вищої школи УРСР, винахідник СРСР, почесний залізничник, талановитий педагог, ректор Дніпропетровського інституту інженерів залізничного транспорту( нині Дніпровський інституту інженерів залізничного транспорту.)

## Біографія
Микола Романович Ющенко народився 19 грудня 1904 року в селі Марчихіна Буда Ямпільського району Сумської області в сім'ї селян. Початкову освіту Микола Романович отримав у 5-ти класній школі в своєму рідному селі, а середню — при Глухівському педагогічному інституті.
З 1923 по 1930 рік Микола Романович навчався в Київському інституті інженерів залізничного транспорту (КІІТ) та працював за сумісництвом інженером відділу тяги при управлінні Південно-Західної залізниці. Після закінчення інституту молодого фахівця Ющенка розподіляють на кафедру «Станції та вузли» Київського інституту інженерів залізничного транспорту, де він працював на посаді асистента по 1932 рік.
У 1950 році захистив докторську  дисертацію на тему Теоретичні основи ритмічної роботи станції і ділянок промислових районів
У 1951 році начальник інституту В. А. Лазарян запропонував професору Ющенку очолити в ректораті керівництво науково-дослідною роботою колективу. А в 1958 році саме В. А. Лазарян рекомендував призначити замість себе професора Миколу Романовича Ющенка на посаду начальника ДІІТу. Так з 1958 по 1971 рік Микола Романович очолює ДІІТ на посаді ректора.
У 1961 році під керівництвом професора М. Р. Ющенка при кафедрі «Станції та вузли» ДІІТу створена і успішно працює до теперішнього часу галузева науково-дослідна Гіркововипробувальна лабораторія.
М. Р. Ющенко плідно працював як депутат Дніпропетровської обласної Ради народних депутатів, часто виступав з лекціями як перед громадськістю міста, так і перед студентами у гуртожитках. В період з 1972 по 1995 рік Микола Романович Ющенко працює на посаді професора кафедри «Станції та вузли». 28 лютого 1995 року після тривалої хвороби професор М. Р. Ющенко пішов з життя.

## Нагороди
- Медаль «За доблесну працю у Великій Вітчизняній війні 1941—1945 рр.»
- «Почесний залізничник»;
- «Знак Пошани»;
- Орден Леніна;
- Орден Трудового Червоного Прапора;
- срібною медаллю ВДНГ СРСР (за розробку нового вагонного уповільнювача РНЗ-2).

## Науковий доробок
Професором Ющенком М. Р. опубліковано понад 100 фундаментальних наукових праць; отримано 7 авторських свідоцтв; розроблено 46 проектів та технологічних процесів для виробництва

## Публікації
- Методика и техника (проектирование плана и профиля путевых устройств сортировочных горок) [Рукопись]: дис. … канд. техн. наук : 06.05.1940. / Днепропетр. ин-т инженеров ж.-д. трансп. — Днепропетровск, 1939. — Ч. 2 .– 128 с.
- Теоретические основы ритмичной работы станций и участков промышленных районов [Рукопись]: дис. ..… д-ра техн. наук : 21.06.1950 / Моск. ин-т инженеров ж.-д. трансп. им. И. В. Сталина. — М., 1950. — 465 с.
- Методика составления ЕТП станций примыкания и железнодорожных цехов металлургических заводов [Текст] / Н. Р. Ющенко ; Днепропетр. ин-т инженеров ж.-д. трансп. — [Б. м.], 1958. — 190 с
- Учебник по механизации погрузки и выгрузки [Текст] / Н. Р. Ющенко, В. В. Степанов // Железнодорожный транспорт. — 1969. — № 4. — С. 94-95. — Рец. на кн.: Комплексная механизация и автоматизация погрузочноразгрузочных работ на железнодорожном транспорте / Г. П. Гриневич. — М. : Транспорт, 1968. — 304 с.
- Сборник задач по станциям и узлам. Ч 1 [Текст] / Н. Р. Ющенко, Ю. А. Муха, М. М. Бакалов // Железнодорожный транспорт. — 1977. — № 9. — С. 92-95. — Рец. на кн.: Железнодорожные станции и узлы (задачи, примеры, расчеты) / под ред. Н. Р. Ющенко. — М. : Транспорт, 1976. — 328 с.
- Ющенко, Н. Р. Теоретические основы ритмичной работы станций и участков промышленных районов : автореф. дис. ... д-ра техн. наук / Н. Р. Ющенко ; Москов. ин-т инж. ж.-д. трансп. — Москва ; Днепропетровск, 1950. — 35 с.